# 諾沃申
48°53′47″N 23°53′28″E / 48.89639°N 23.89111°E
諾沃申（烏克蘭語：Новошин），是烏克蘭西部的村莊，隸屬伊萬諾-弗蘭科夫斯克州的卡盧什區。該村始建於1648年，面積10.5平方公里，2001年人口1,083，人口密度每平方公里103.1人。